# Różanka (Wrocław)

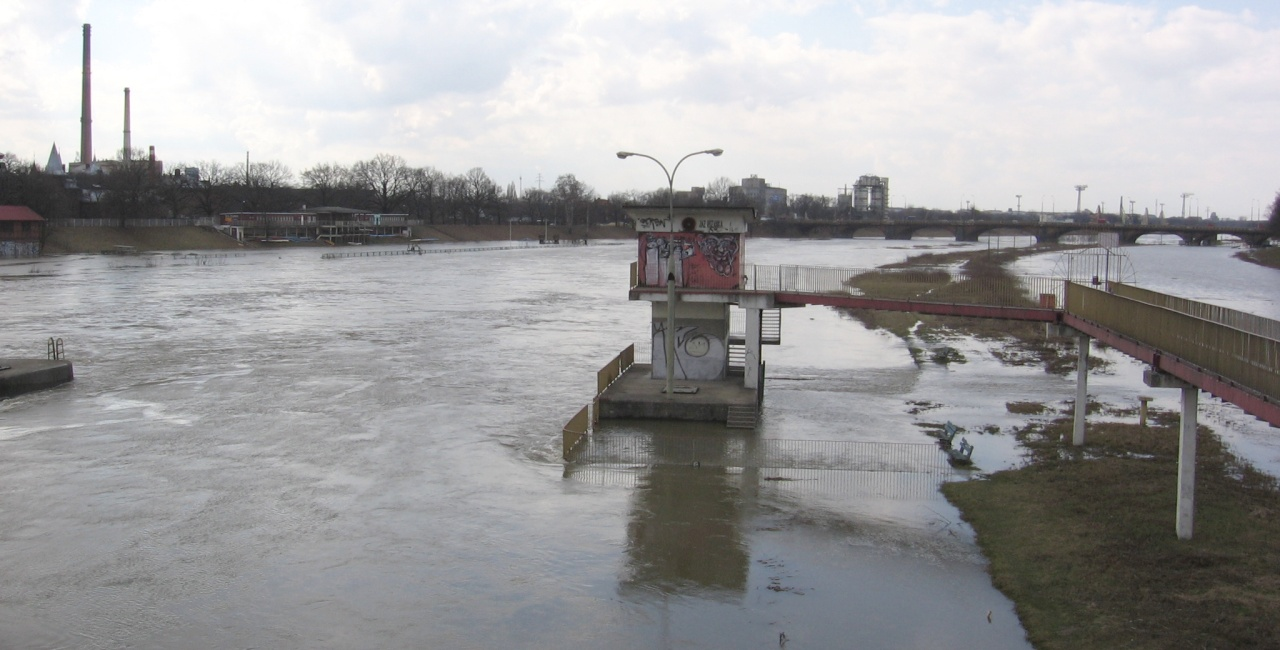
jaz Różanka na Odrze; kanał Różanka widoczny z prawej, osiedle znajduje się za kanałem (poza kadrem zdjęcia)

Różanka (niem. Rosenthal, po II wojnie światowej także Różan i Rogozin – jedna z ulic nazywa się do dziś Zaułkiem Rogozińskim) – część (zwyczajowo nazywana osiedlem) Wrocławia, na osiedlu Karłowice-Różanka. Położona jest między Odrą od południa, ulicą Żmigrodzką od północy, linię kolejową nr 271 Wrocław – Poznań od zachodu oraz ulicą Bałtycką od wschodu. Na zachodnim skraju osiedla znajduje się zabytkowy Cmentarz Osobowicki, największa nekropolia Wrocławia. W skład osiedla wchodzi – na zachodzie, pomiędzy ulicą Bałtycką a cmentarzem – skupisko domów jednorodzinnych i niewielkich budynków wielorodzinnych (okolice ul. Czeskiej i Morawskiej, w dużej części jest to zabudowa z I połowy XX wieku) oraz bloki z wielkiej płyty przy Chorwackiej, Bezpiecznej, Jugosłowiańskiej i Zaułku Rogozińskim, oznaczane na współczesnych planach miasta nazwą Ligota, a także bloki z wielkiej płyty przy Macedońskiej, Pieszej i Broniewskiego zaliczane też do Polanki.

## Historia osiedla
W 1264 książę Henryk III sprzedał ziemię koło Rosinthal, w kolejnym dokumencie z 1322 r. użyto nazwy Rosenthal. Później stale występowała ta sama nazwa, choć różnie zapisywana. Wskazuje to, że bardzo wcześnie zostali tu osiedleni Niemcy i przyjęła się powszechnie przez nich używana nazwa.
W 1353 wieś miała 21,5 łana, z czego po trzy mieli Franczko z Kłodzka i sołtys, cztery Bertold z Raciborza. W 1795 było tu 376 mieszkańców, dwór, folwark, szkoła, karczma, wiatrak i 42 domy.
W pierwszej połowie XIX wieku Różanka należała do ładniejszych osad podwrocławskich.
W 1845 było 576 mieszkańców, w tym 9 rzemieślników i 3 kupców. Był tu folwark, cukrownia, wiatrak, cegielnia, szkoła i karczma. Część ziem Różanki, na których urządzono później cmentarz Osobowicki została włączona do Wrocławia już w roku 1808, a w 1909 – wąski pas w okolicy Polinke Weg (ul. Na Polance) koło budowanej w tym czasie śluzy Różanka, natomiast sama osada została włączona w 1928.
Po zamknięciu w 1967 przebiegającej przez Różankę Wąskotorowej Kolejki Wrocławsko-Trzebnicko-Prusickiej, w latach 70. i 80. rozpoczęła się szybka zabudowa tego terenu w technologii wielkopłytowej. Wytyczono nową ulicę – Bałtycką – łączącą most Osobowicki ze skrzyżowaniem Żmigrodzkiej i Kamieńskiego; w miejsce zlikwidowanej wąskotorówki poprowadzono przez Różankę linie tramwajowe od mostu Osobowickiego oraz od mostu Trzebnickiego w kierunku Poświętnego.
Przy ul. Bałkańskiej w latach 1990–1993 wybudowano kościół Matki Bożej Bolesnej według projektu arch. R. Żmidzińskiego. 24 grudnia 1992 została odprawiona pierwsza pasterka w tym kościele, a w marcu 1993 została erygowana Parafia Najświętszej Maryi Panny Bolesnej we Wrocławiu.
Obecnie Różanka została włączona do obrębu administracyjnego Karłowice-Różanka, liczącego 35,1 tys. mieszkańców. W roku 2007 zakończono przebudowę do drogi dwujezdniowej dotychczasowego „wąskiego gardła” na trasie wylotowej z Wrocławia w kierunku Poznania, ulicy Żmigrodzkiej.
Siedziba Rady Osiedla Karłowice-Różanka mieści się przy ul. Bałtyckiej 8.